# Xã LaClede, Quận Fayette, Illinois
Xã LaClede (tiếng Anh: LaClede Township) là một xã thuộc quận Fayette, tiểu bang Illinois, Hoa Kỳ. Năm 2010, dân số của xã này là 909 người.